# Volta a Suïssa 2011
La Volta a Suïssa 2011 és la 75a edició de la Volta a Suïssa, una competició ciclista per etapes que es disputa per les carreteres de Suïssa. Aquesta edició es disputà entre l'11 i el 19 de juny de 2011, amb un recorregut de 1.246,1 km distribuïts en 9 etapes, amb inici a Lugano, amb una petita contrarellotge individual, i final a Schaffhausen. La cursa és la setzena prova de l'UCI World Tour 2011.
El vencedor final d'aquesta edició fou l'estatunidenc Levi Leipheimer (Team RadioShack), que superà per sols 4" l'italià Damiano Cunego (Lampre-ISD) i en poc més d'un minut al neerlandès Steven Kruijswijk (Rabobank ProTeam). La victòria final es decidí en la darrera de les 9 etapes de què constava la cursa, una contrarellotge individual, que serví perquè Leipheimer recuperés l'1' 59" que tenia de desavantatge respecte a Cunego fins aquell moment.
En les classificacions secundàries Andy Schleck (Leopard Trek) guanyà la de la muntanya, Peter Sagan (Liquigas-Cannondale) la dels punts, Lloyd Mondory (AG2R La Mondiale) la de les metes volants i el Leopard Trek la classificació per equips.

## Equips participants
En la Volta a Suïssa, en tant, que prova World Tour, hi participen els 18 equips ProTour. A banda, l'organització ha convidat dos equips continentals professionals: Team NetApp i Team Type 1-Sanofi Aventis.
| Núm   | Codi | Equip              |
| ----- | ---- | ------------------ |
| 1-8   | LEO  | Team Leopard-Trek  |
| 11-18 | THR  | Team HTC-High Road |
| 21-28 | SBS  | Saxo Bank-Sungard  |
| 31-38 | RSH  | Team RadioShack    |
| 41-48 | OLO  | Omega Pharma-Lotto |
| 51-58 | LAM  | Lampre-ISD         |
| 61-68 | BMC  | BMC Racing Team    |
| 71-78 | RAB  | Rabobank ProTeam   |
| 81-88 | GRM  | Garmin-Cervélo     |
| 91-98 | KAT  | Team Katusha       |

| Núm     | Codi | Equip                      |
| ------- | ---- | -------------------------- |
| 101-108 | SKY  | Team Sky                   |
| 111-118 | MOV  | Movistar Team              |
| 121-128 | LIQ  | Liquigas-Cannondale        |
| 131-138 | AST  | Astana Qazaqstan Team      |
| 141-148 | EUS  | Euskaltel–Euskadi          |
| 151-158 | QST  | QuickStep Cycling Team     |
| 161-168 | ALM  | AG2R La Mondiale           |
| 171-178 | VCD  | Vacansoleil-DCM            |
| 181-188 | APP  | Team NetApp                |
| 191-198 | TT1  | Team Type 1-Sanofi Aventis |

## Etapes
| Etapa    | Data       | Recorregut                      | Km    | Vencedor d'etapa  | Líder de la general |
| -------- | ---------- | ------------------------------- | ----- | ----------------- | ------------------- |
| 1a etapa | 11 de juny | Lugano - Lugano                 | 7,3   | Fabian Cancellara | Fabian Cancellara   |
| 2a etapa | 12 de juny | Airolo - Crans-Montana          | 149   | Mauricio Soler    | Mauricio Soler      |
| 3a etapa | 13 de juny | Brig-Glis - Grindelwald         | 107,6 | Peter Sagan       | Damiano Cunego      |
| 4a etapa | 14 de juny | Grindelwald - Huttwil           | 198,4 | Thor Hushovd      | Damiano Cunego      |
| 5a etapa | 15 de juny | Huttwil - Tobel-Tägerschen      | 204,2 | Borut Božič       | Damiano Cunego      |
| 6a etapa | 16 de juny | Tobel-Tägerschen - Malbun (LIE) | 157,7 | Steven Kruijswijk | Damiano Cunego      |
| 7a etapa | 17 de juny | Vaduz (LIE) - Serfaus (AUT)     | 222,8 | Thomas de Gendt   | Damiano Cunego      |
| 8a etapa | 18 de juny | Tübach - Schaffhausen           | 167,3 | Peter Sagan       | Damiano Cunego      |
| 9a etapa | 19 de juny | Schaffhausen - Schaffhausen     | 32,1  | Fabian Cancellara | Levi Leipheimer     |

### 1a etapa
11 de juny de 2011. Lugano - Lugano, 7,3 km (CRI).
Contrarellotge pels carrers de Lugano, amb una dura pujada de poc més d'un quilòmetre en el primer tram d'aquesta.
Fabian Cancellara guanya l'etapa amb 9" per davant de Tejay Van Garderen, vestint-se amb el mallot de líder.
|    | Ciclista           | Equip               | Temps  |
| -- | ------------------ | ------------------- | ------ |
| 1  | Fabian Cancellara  | Team Leopard-Trek   | 9' 41" |
| 2  | Tejay Van Garderen | Team HTC-High Road  | + 9"   |
| 3  | Peter Sagan        | Liquigas-Cannondale | + 17"  |
| 4  | Gustav Larsson     | Saxo Bank-Sungard   | + 17"  |
| 5  | Andreas Klöden     | Team RadioShack     | + 18"  |
| 6  | Thomas Danielson   | Garmin-Cervélo      | + 20"  |
| 7  | Peter Velits       | Team HTC-High Road  | + 21"  |
| 8  | Bauke Mollema      | Rabobank ProTeam    | + 22"  |
| 9  | Levi Leipheimer    | Team RadioShack     | + 22"  |
| 10 | Linus Gerdemann    | Team Leopard-Trek   | + 22"  |

|    | Ciclista           | Equip               | Temps  |
| -- | ------------------ | ------------------- | ------ |
| 1  | Fabian Cancellara  | Team Leopard-Trek   | 9' 41" |
| 2  | Tejay Van Garderen | Team HTC-High Road  | + 9"   |
| 3  | Peter Sagan        | Liquigas-Cannondale | + 17"  |
| 4  | Gustav Larsson     | Saxo Bank-Sungard   | + 17"  |
| 5  | Andreas Klöden     | Team RadioShack     | + 18"  |
| 6  | Thomas Danielson   | Garmin-Cervélo      | + 20"  |
| 7  | Peter Velits       | Team HTC-High Road  | + 21"  |
| 8  | Bauke Mollema      | Rabobank ProTeam    | + 22"  |
| 9  | Levi Leipheimer    | Team RadioShack     | + 22"  |
| 10 | Linus Gerdemann    | Team Leopard-Trek   | + 22"  |

### 2a etapa
12 de juny de 2011. Airolo - Crans-Montana, 149,0 km
Etapa d'alta muntanya, amb un inici molt complicat, amb l'ascensió al Nufenenpass, de categoria especial, per tot seguit iniciar un llarg descens i una part central de l'etapa totalment plana. El final torna a ser complicat, amb l'ascensió a Crans-Montana, i un port de 1a categoria a sols 9 km per a l'arribada.
L'etapa es decidí en la darrera ascensió del dia, quan Mauricio Soler (Movistar Team) atacà a manca de dos quilòmetres per l'arribada i entrant en solitari a la meta de Crans-Montana. Aquesta victòria era la primera en els darrers quatre anys de carrera i a més li serví per a obtenir el mallot de líder. El fins aleshores líder, Fabian Cancellara (Team Leopard-Trek) va perdre contacte ben aviat en la darrera ascensió. Andy Schleck (Team Leopard-Trek) també va perdre un temps significatiu.
|    | Ciclista           | Equip               | Temps      |
| -- | ------------------ | ------------------- | ---------- |
| 1  | Mauricio Soler     | Movistar Team       | 4h 23' 20" |
| 2  | Damiano Cunego     | Lampre-ISD          | + 12"      |
| 3  | Fränk Schleck      | Team Leopard-Trek   | + 12"      |
| 4  | Danilo Di Luca     | Team Katusha        | + 16"      |
| 5  | Bauke Mollema      | Rabobank ProTeam    | + 18"      |
| 6  | Levi Leipheimer    | Team RadioShack     | + 34"      |
| 7  | Tejay Van Garderen | Team HTC-High Road  | + 36"      |
| 8  | Mathias Frank      | BMC Racing Team     | + 39"      |
| 9  | Eros Capecchi      | Liquigas-Cannondale | + 47"      |
| 10 | Laurens Ten Dam    | Rabobank ProTeam    | + 47"      |

|    | Ciclista           | Equip               | Temps      |
| -- | ------------------ | ------------------- | ---------- |
| 1  | Mauricio Soler     | Movistar Team       | 4h 33' 19" |
| 2  | Damiano Cunego     | Lampre-ISD          | + 16"      |
| 3  | Bauke Mollema      | Rabobank ProTeam    | + 22"      |
| 4  | Tejay van Garderen | Team HTC-High Road  | + 27"      |
| 5  | Fränk Schleck      | Team Leopard-Trek   | + 31"      |
| 6  | Levi Leipheimer    | Team RadioShack     | + 38"      |
| 7  | Danilo Di Luca     | Team Katusha        | + 39"      |
| 8  | Mathias Frank      | BMC Racing Team     | + 52"      |
| 9  | Christopher Froome | Team Sky            | + 1' 02"   |
| 10 | Eros Capecchi      | Liquigas-Cannondale | + 1' 05"   |

### 3a etapa
13 de juny de 2011. Brig-Glis - Grindelwald, 107,6 km
Etapa curta però intensa, amb l'ascensió a dos colosos, el Grimselpass, de 1a categoria (km 50,1) i el Grosse Scheidegg, de categoria especial, a sols 11 km per a l'arribada.
Etapa molt moguda des dels primers quilòmetres, amb una nombrosa escapada amb gent important com Andy Schleck, Jacob Fuglsang, José Joaquín Rojas, Peter Sagan, Jan Bakelants o Jens Voigt, entre d'altres. L'ascensió al Grimselpass (1a categoria), va provocar que el grup perdés efectius, però en el llarg descens molts d'ells tornarien a enllaçar. És en aquest punt quan Bakelants intenta l'aventura, sense sort. En l'ascensió al Grosse Scheidegg, 18 kilòmetres al 7,2%, el grup d'escapats es trencà, de la mateixa manera com el grup dels favorits, del qual saltà Damiano Cunego (Lampre-ISD), el qual a poc a poc anà passant ciclistes fins a coronar el port en primera posició. En el llarg descens Peter Sagan (Liquigas-Cannondale) se l'uní, jugant-se la victòria a l'esprint, que fou clàrament per a Sagan. Per la seva part Cunego aconseguí el lideratge en superar a Soler en una mica d'un minut.
|    | Ciclista           | Equip               | Temps      |
| -- | ------------------ | ------------------- | ---------- |
| 1  | Peter Sagan        | Liquigas-Cannondale | 3h 09' 47" |
| 2  | Damiano Cunego     | Lampre-ISD          | m. t.      |
| 3  | Jakob Fuglsang     | Team Leopard-Trek   | + 21"      |
| 4  | Laurens Ten Dam    | Rabobank ProTeam    | m. t.      |
| 5  | Giampaolo Caruso   | Team Katusha        | + 48"      |
| 6  | Tejay van Garderen | Team HTC-High Road  | + 1' 04"   |
| 7  | Frank Schleck      | Team Leopard-Trek   | m. t.      |
| 8  | Bauke Mollema      | Rabobank ProTeam    | m. t.      |
| 9  | Mauricio Soler     | Movistar Team       | m. t.      |
| 10 | Francis de Greef   | Omega Pharma-Lotto  | m. t.      |

|    | Ciclista           | Equip              | Temps      |
| -- | ------------------ | ------------------ | ---------- |
| 1  | Damiano Cunego     | Lampre-ISD         | 7h 43' 16" |
| 2  | Mauricio Soler     | Movistar Team      | + 54"      |
| 3  | Bauke Mollema      | Rabobank ProTeam   | + 1' 16"   |
| 4  | Laurens Ten Dam    | Rabobank ProTeam   | + 1' 19"   |
| 5  | Tejay van Garderen | Team HTC-High Road | + 1' 21"   |
| 6  | Frank Schleck      | Team Leopard-Trek  | + 1' 25"   |
| 7  | Jakob Fuglsang     | Team Leopard-Trek  | + 1' 32"   |
| 8  | Danilo Di Luca     | Team Katusha       | + 1' 53"   |
| 9  | Steven Kruijswijk  | Rabobank ProTeam   | + 2' 00"   |
| 10 | Levi Leipheimer    | Team RadioShack    | + 2' 10"   |

### 4a etapa
14 de juny de 2011. Grindelwald - Huttwil, 198,4 km
Etapa trencacames, amb tres dificultats puntuables, una de segona, al km 62,1 i dues de tercera, als quilòmetres 161,8 i 186,4. La darrera d'elles es troba a sols 12 km per a l'arribada.
Llarga escapada del dia protagonitzada per Cesare Benedetti (Team NetApp), Sylvain Chavanel (QuickStep Cycling Team) i Lloyd Mondory (AG2R La Mondiale), que arribaren a tenir més de 6' sobre el gran grup, però els equips dels esprintadors no permeteren que la cosa anés a més i foren agafats a manca de 17 km per a l'arribada. A l'esprint Thor Hushovd (Garmin-Cervélo) s'imposà a Peter Sagan Liquigas-Cannondale. No hi ha cap canvi a la general.
|    | Ciclista           | Equip                  | Temps      |
| -- | ------------------ | ---------------------- | ---------- |
| 1  | Thor Hushovd       | Garmin-Cervélo         | 4h 46' 05" |
| 2  | Peter Sagan        | Liquigas-Cannondale    | m. t.      |
| 3  | Marco Marcato      | Vacansoleil-DCM        | + 2"       |
| 4  | José Joaquín Rojas | Movistar Team          | m. t.      |
| 5  | Óscar Freire       | Rabobank ProTeam       | m. t.      |
| 6  | Enrico Gasparotto  | Astana Qazaqstan Team  | m. t.      |
| 7  | Greg Van Avermaet  | BMC Racing Team        | m. t.      |
| 8  | Zdeněk Štybar      | QuickStep Cycling Team | m. t.      |
| 9  | Tom Boonen         | QuickStep Cycling Team | m. t.      |
| 10 | Daryl Impey        | Team NetApp            | m. t.      |

|    | Ciclista           | Equip              | Temps       |
| -- | ------------------ | ------------------ | ----------- |
| 1  | Damiano Cunego     | Lampre-ISD         | 12h 29' 23" |
| 2  | Mauricio Soler     | Movistar Team      | + 54"       |
| 3  | Bauke Mollema      | Rabobank ProTeam   | + 1' 16"    |
| 4  | Laurens Ten Dam    | Rabobank ProTeam   | + 1' 19"    |
| 5  | Tejay van Garderen | Team HTC-High Road | + 1' 21"    |
| 6  | Frank Schleck      | Team Leopard-Trek  | + 1' 25"    |
| 7  | Jakob Fuglsang     | Team Leopard-Trek  | + 1' 32"    |
| 8  | Danilo Di Luca     | Team Katusha       | + 1' 53"    |
| 9  | Steven Kruijswijk  | Rabobank ProTeam   | + 2' 00"    |
| 10 | Levi Leipheimer    | Team RadioShack    | + 2' 10"    |

### 5a etapa
15 de juny de 2011. Huttwil - Tobel-Tägerschen, 204,2 km
Nova etapa trencacames, amb quatre ports puntuables, un de 3a categoria (km 47,5) i tres de quarta, el darrer d'ells a 26,5 km per a l'arribada.
L'etapa es resolgué a l'esprint, després que l'escapada integrada per Manuele Boaro (Saxo Bank-Sungard), Alessandro Bazzana (Team Type 1-Sanofi Aventis), Jan Barta (Team NetApp) i Daniel Sesma (Euskaltel–Euskadi) quedés avortada a manca de 14 km per a l'arribada. A l'esprint, lleugerament en pujada, el més fort fou Borut Bozic (Vacansoleil-DCM), que s'imposà a Óscar Freire (Rabobank ProTeam) i Peter Sagan (Liquigas-Cannondale).
|    | Ciclista           | Equip               | Temps      |
| -- | ------------------ | ------------------- | ---------- |
| 1  | Borut Bozic        | Vacansoleil-DCM     | 4h 44' 48" |
| 2  | Óscar Freire       | Rabobank ProTeam    | m. t.      |
| 3  | Peter Sagan        | Liquigas-Cannondale | m. t.      |
| 4  | Tejay van Garderen | Team HTC-High Road  | m. t.      |
| 5  | José Joaquín Rojas | Movistar Team       | m. t.      |
| 6  | Marco Marcato      | Vacansoleil-DCM     | m. t.      |
| 7  | Anthony Ravard     | AG2R La Mondiale    | m. t.      |
| 8  | Linus Gerdemann    | Team Leopard-Trek   | m. t.      |
| 9  | Greg Van Avermaet  | BMC Racing Team     | m. t.      |
| 10 | Ben Swift          | Team Sky            | m. t.      |

|    | Ciclista           | Equip              | Temps       |
| -- | ------------------ | ------------------ | ----------- |
| 1  | Damiano Cunego     | Lampre-ISD         | 17h 14' 11" |
| 2  | Mauricio Soler     | Movistar Team      | + 54"       |
| 3  | Bauke Mollema      | Rabobank ProTeam   | + 1' 16"    |
| 4  | Laurens Ten Dam    | Rabobank ProTeam   | + 1' 19"    |
| 5  | Tejay van Garderen | Team HTC-High Road | + 1' 21"    |
| 6  | Frank Schleck      | Team Leopard-Trek  | + 1' 25"    |
| 7  | Jakob Fuglsang     | Team Leopard-Trek  | + 1' 32"    |
| 8  | Danilo Di Luca     | Team Katusha       | + 1' 53"    |
| 9  | Steven Kruijswijk  | Rabobank ProTeam   | + 2' 00"    |
| 10 | Levi Leipheimer    | Team RadioShack    | + 2' 10"    |

### 6a etapa
16 de juny de 2011. Tobel-Tägerschen - Malbun, (LIE), 157,7 km
Etapa amb dues parts ben diferenciades. Un començament totalment pla i uns darrers quilòmetres d'àltissima exigència física, amb final en un port de categoria especial. Anteriorment els ciclistes hauran superat dos ports de 3a categoria, als km 91,7 i 135,5.
Etapa marcada per la caiguda patida per Mauricio Soler que li provocà un seriós traumatisme craneoencefàlic i diverses fractures i hematomes, que obligaren que fos induït en coma artificial. L'etapa fou guanyada per Steven Kruijswijk (Rabobank ProTeam), que en l'ascensió final superà la resta de favorits i es col·locà el tercer de la general. Damiano Cunego consolida el lideratge.
|    | Ciclista          | Equip             | Temps      |
| -- | ----------------- | ----------------- | ---------- |
| 1  | Steven Kruijswijk | Rabobank ProTeam  | 4h 12' 03" |
| 2  | Levi Leipheimer   | Team RadioShack   | + 9"       |
| 3  | Damiano Cunego    | Lampre-ISD        | + 18"      |
| 4  | Bauke Mollema     | Rabobank ProTeam  | + 21"      |
| 5  | Giampaolo Caruso  | Team Katusha      | + 21"      |
| 6  | Frank Schleck     | Team Leopard-Trek | + 30"      |
| 7  | Mathias Frank     | BMC Racing Team   | + 30"      |
| 8  | Laurens Ten Dam   | Rabobank ProTeam  | + 1' 19"   |
| 9  | Jakob Fuglsang    | Team Leopard-Trek | + 1' 27"   |
| 10 | Thomas Danielson  | Garmin-Cervélo    | + 1' 42"   |

|    | Ciclista           | Equip              | Temps       |
| -- | ------------------ | ------------------ | ----------- |
| 1  | Damiano Cunego     | Lampre-ISD         | 21h 26' 28" |
| 2  | Bauke Mollema      | Rabobank ProTeam   | + 1' 16"    |
| 3  | Steven Kruijswijk  | Rabobank ProTeam   | + 1' 36"    |
| 4  | Frank Schleck      | Team Leopard-Trek  | + 1' 41"    |
| 5  | Levi Leipheimer    | Team RadioShack    | + 1' 59"    |
| 6  | Laurens Ten Dam    | Rabobank ProTeam   | + 2' 24"    |
| 7  | Jakob Fuglsang     | Team Leopard-Trek  | + 2' 45"    |
| 8  | Mathias Frank      | BMC Racing Team    | + 3' 00"    |
| 9  | Giampaolo Caruso   | Team Katusha       | + 3' 11"    |
| 10 | Tejay van Garderen | Team HTC-High Road | + 3' 22"    |

### 7a etapa
17 de juny de 2011. Vaduz (LIE) - Serfaus (AUT), 222,8 km
Etapa més llarga de la present edició, amb els primers 125 km d'etapa ascendents, superant quasi 2000 metres de desnivell fins a arribar al cim del Flüelapass (categoria especial). Tot seguit s'inicia un llarg descens que es veu interromput per l'ascensió a un port de segona (km 182,5). Un port de 1a categoria a sols 3,5 km per a l'arribada ha de servir per clarificar el vencedor final.
Una escapada formada per 15 ciclistes durant l'ascens al Fluelpass marca l'etapa. Els escapats, entre els quals hi havia Andy Schleck, José Joaquín Rojas, Christian Vande Velde o Thomas de Gendt arribaren a tenir més de 7' sobre el gran grup, però en la darrera ascensió del dia s'escapà Thomas de Gendt per arribar en solitari a la meta. No hi ha cap canvi en la general.
|    | Ciclista              | Equip              | Temps      |
| -- | --------------------- | ------------------ | ---------- |
| 1  | Thomas de Gendt       | Vacansoleil-DCM    | 5h 38' 42" |
| 2  | Andy Schleck          | Team Leopard-Trek  | + 35"      |
| 3  | José Joaquín Rojas    | Movistar Team      | + 48"      |
| 4  | Christian Vande Velde | Garmin-Cervélo     | + 51"      |
| 5  | Alberto Losada        | Team Katusha       | + 54"      |
| 6  | Serguei Lagutin       | Vacansoleil-DCM    | + 1' 33"   |
| 7  | Jan Bakelants         | Omega Pharma-Lotto | + 1' 34"   |
| 8  | Marco Marcato         | Vacansoleil-DCM    | + 2' 30"   |
| 9  | George Hincapie       | BMC Racing Team    | + 2' 30"   |
| 10 | Manuele Boaro         | Saxo Bank-Sungard  | + 2' 30"   |

|    | Ciclista           | Equip              | Temps       |
| -- | ------------------ | ------------------ | ----------- |
| 1  | Damiano Cunego     | Lampre-ISD         | 27h 09' 49" |
| 2  | Bauke Mollema      | Rabobank ProTeam   | + 1' 23"    |
| 3  | Steven Kruijswijk  | Rabobank ProTeam   | + 1' 36"    |
| 4  | Frank Schleck      | Team Leopard-Trek  | + 1' 41"    |
| 5  | Levi Leipheimer    | Team RadioShack    | + 1' 59"    |
| 6  | Jakob Fuglsang     | Team Leopard-Trek  | + 2' 38"    |
| 7  | Mathias Frank      | BMC Racing Team    | + 3' 10"    |
| 8  | Laurens Ten Dam    | Rabobank ProTeam   | + 3' 10"    |
| 9  | Giampaolo Caruso   | Team Katusha       | + 3' 11"    |
| 10 | Tejay van Garderen | Team HTC-High Road | + 3' 22"    |

### 8a etapa
18 de juny de 2011. Tübach - Schaffhausen, 167,3 km
Etapa plana, amb sols dues dificultat en els darrers quilòmetres d'etapa, un port de tercera (km 143,5) i un de quarta (154,2).
Etapa que es decidí a l'esprint i en què Peter Sagan guanyà la seva segona etapa en aquesta edició. Destaca el temps perdut per Bauke Mollema per una punxada a manca de 15 km. El seu equip, el Rabobank ProTeam, acusà el Team Leopard-Trek de conducta antiesportiva per haver tirat del grup en lloc d'esperar-lo.
|    | Ciclista           | Equip                  | Temps      |
| -- | ------------------ | ---------------------- | ---------- |
| 1  | ' Peter Sagan      | Liquigas-Cannondale    | 3h 52' 00" |
| 2  | Matthew Goss       | Team HTC-High Road     | m. t.      |
| 3  | Ben Swift          | Team Sky               | m. t.      |
| 4  | Koldo Fernández    | Euskaltel–Euskadi      | m. t.      |
| 5  | Thor Hushovd       | Garmin-Cervélo         | m. t.      |
| 6  | José Joaquín Rojas | Movistar Team          | m. t.      |
| 7  | Gerald Ciolek      | QuickStep Cycling Team | m. t.      |
| 8  | Ian Stannard       | Team Sky               | m. t.      |
| 9  | Simon Clarke       | Astana Qazaqstan Team  | m. t.      |
| 10 | Tejay van Garderen | Team HTC-High Road     | m. t.      |

|    | Ciclista           | Equip              | Temps       |
| -- | ------------------ | ------------------ | ----------- |
| 1  | Damiano Cunego     | Lampre-ISD         | 31h 01' 49" |
| 2  | Steven Kruijswijk  | Rabobank ProTeam   | + 1' 36"    |
| 3  | Frank Schleck      | Team Leopard-Trek  | + 1' 41"    |
| 4  | Levi Leipheimer    | Team RadioShack    | + 1' 59"    |
| 5  | Bauke Mollema      | Rabobank ProTeam   | + 2' 11"    |
| 6  | Jakob Fuglsang     | Team Leopard-Trek  | + 2' 38"    |
| 7  | Laurens Ten Dam    | Rabobank ProTeam   | + 3' 10"    |
| 8  | Giampaolo Caruso   | Team Katusha       | + 3' 11"    |
| 9  | Mathias Frank      | BMC Racing Team    | + 3' 20"    |
| 10 | Tejay van Garderen | Team HTC-High Road | + 3' 22"    |

### 9a etapa
19 de juny de 2011. Schaffhausen - Schaffhausen, 32,1 km (CRI)
Contrarellotge individual que ha de servir per determinar el vencedor final d'aquesta edició de la Volta a Suïssa. Fins al km 23 té tendència a pujar, per a partir d'aquell moment baixar fins a l'arribada.
Fabian Cancellara guanya la segona contrarellotge de la present edició, però el més destacable és que Levi Leipheimer remuntà la diferència que fins llavors li treia Damiano Cunego, cosa que li serví per guanyar aquesta edició de la Volta a Suïssa per 4".
|    | Ciclista              | Equip             | Temps    |
| -- | --------------------- | ----------------- | -------- |
| 1  | Fabian Cancellara     | Team Leopard-Trek | 41' 01"  |
| 2  | Andreas Klöden        | Team RadioShack   | + 9"     |
| 3  | Levi Leipheimer       | Team RadioShack   | + 13"    |
| 4  | Nelson Oliveira       | Team RadioShack   | + 25"    |
| 5  | Tom Danielson         | Garmin-Cervélo    | + 38"    |
| 6  | Gustav Larsson        | Saxo Bank-Sungard | + 41"    |
| 7  | Jakob Fuglsang        | Team Leopard-Trek | + 44"    |
| 8  | Thomas de Gendt       | Vacansoleil-DCM   | + 48"    |
| 9  | Chris Froome          | Team Sky          | + 1' 02" |
| 10 | Christian Vande Velde | Garmin-Cervélo    | + 1' 04" |

|    | Ciclista          | Equip             | Temps       |
| -- | ----------------- | ----------------- | ----------- |
| 1  | Levi Leipheimer   | Team RadioShack   | 31h 45' 02" |
| 2  | Damiano Cunego    | Lampre-ISD        | + 4"        |
| 3  | Steven Kruijswijk | Rabobank ProTeam  | + 1' 02"    |
| 4  | Jakob Fuglsang    | Team Leopard-Trek | + 1' 10"    |
| 5  | Bauke Mollema     | Rabobank ProTeam  | + 2' 05"    |
| 6  | Mathias Frank     | BMC Racing Team   | + 2' 24"    |
| 7  | Frank Schleck     | Team Leopard-Trek | + 2' 35"    |
| 8  | Laurens Ten Dam   | Rabobank ProTeam  | + 3' 11"    |
| 9  | Tom Danielson     | Garmin-Cervélo    | + 3' 17"    |
| 10 | Maxime Monfort    | Team Leopard-Trek | + 4' 12"    |

## Classificacions finals

### Classificació general
|    | Ciclista          | Equip             | Temps       |
| -- | ----------------- | ----------------- | ----------- |
| 1  | Levi Leipheimer   | Team RadioShack   | 31h 45' 02" |
| 2  | Damiano Cunego    | Lampre-ISD        | + 4"        |
| 3  | Steven Kruijswijk | Rabobank ProTeam  | + 1' 02"    |
| 4  | Jakob Fuglsang    | Team Leopard-Trek | + 1' 10"    |
| 5  | Bauke Mollema     | Rabobank ProTeam  | + 2' 05"    |
| 6  | Mathias Frank     | BMC Racing Team   | + 2' 24"    |
| 7  | Frank Schleck     | Team Leopard-Trek | + 2' 35"    |
| 8  | Laurens Ten Dam   | Rabobank ProTeam  | + 3' 11"    |
| 9  | Tom Danielson     | Garmin-Cervélo    | + 3' 17"    |
| 10 | Maxime Monfort    | Team Leopard-Trek | + 4' 12"    |

|   | Ciclista           | Equip               | Punts |
| - | ------------------ | ------------------- | ----- |
| 1 | Peter Sagan        | Liquigas-Cannondale | 86    |
| 2 | José Joaquín Rojas | Movistar Team       | 50    |
| 3 | Tejay van Garderen | Team HTC-High Road  | 44    |
| 4 | Damiano Cunego     | Lampre-ISD          | 39    |
| 5 | Thor Hushovd       | Garmin-Cervélo      | 36    |

|   | Ciclista              | Equip             | Punts |
| - | --------------------- | ----------------- | ----- |
| 1 | Andy Schleck          | Team Leopard-Trek | 44    |
| 2 | Laurens ten Dam       | Rabobank ProTeam  | 35    |
| 3 | Damiano Cunego        | Lampre-ISD        | 30    |
| 4 | Christian Vande Velde | Garmin-Cervélo    | 21    |
| 5 | Steven Kruijswijk     | Rabobank ProTeam  | 20    |

|   | Ciclista            | Equip                  | Punts |
| - | ------------------- | ---------------------- | ----- |
| 1 | Lloyd Mondory       | AG2R La Mondiale       | 27    |
| 2 | Thomas De Gendt     | Vacansoleil-DCM        | 12    |
| 3 | Sylvain Chavanel    | QuickStep Cycling Team | 11    |
| 4 | Luca Paolini        | Team Katusha           | 10    |
| 5 | José Ivan Gutierrez | Movistar Team          | 10    |

| # | Equip             | Temps       |
| - | ----------------- | ----------- |
| 1 | Team Leopard-Trek | 95h 14' 32" |
| 2 | Rabobank ProTeam  | + 6' 56"    |
| 3 | Movistar Team     | + 23' 32"   |
| 4 | Team Katusha      | + 29' 59"   |
| 5 | BMC Racing Team   | + 38' 45"   |

## Evolució de les classificacions
| Etapa (Vencedor)      | Classificació general | Classificació per punts | Classificació de la muntanya | Classificació dels esprints | Classificació per equips |
| --------------------- | --------------------- | ----------------------- | ---------------------------- | --------------------------- | ------------------------ |
| 1 (Fabian Cancellara) | Fabian Cancellara     | Fabian Cancellara       | No entregat                  | No entregat                 | Team Leopard-Trek        |
| 2 (Mauricio Soler)    | Mauricio Soler        | Tejay van Garderen      | Matti Breschel               | Lloyd Mondory               | Rabobank ProTeam         |
| 3 (Peter Sagan)       | Damiano Cunego        | Peter Sagan             | Laurens ten Dam              | Lloyd Mondory               | Rabobank ProTeam         |
| 4 (Thor Hushovd)      | Damiano Cunego        | Peter Sagan             | Laurens ten Dam              | Lloyd Mondory               | Rabobank ProTeam         |
| 5 (Borut Božič)       | Damiano Cunego        | Peter Sagan             | Laurens ten Dam              | Lloyd Mondory               | Rabobank ProTeam         |
| 6 (Steven Kruijswijk) | Damiano Cunego        | Peter Sagan             | Laurens ten Dam              | Lloyd Mondory               | Rabobank ProTeam         |
| 7 (Thomas de Gendt)   | Damiano Cunego        | Peter Sagan             | Andy Schleck                 | Lloyd Mondory               | Team Leopard-Trek        |
| 8 (Peter Sagan)       | Damiano Cunego        | Peter Sagan             | Andy Schleck                 | Lloyd Mondory               | Team Leopard-Trek        |
| 9 (Fabian Cancellara) | Levi Leipheimer       | Peter Sagan             | Andy Schleck                 | Lloyd Mondory               | Team Leopard-Trek        |
| Classificació final   | Levi Leipheimer       | Peter Sagan             | Andy Schleck                 | Lloyd Mondory               | Team Leopard-Trek        |